# Eduard Waetjen
Eduard Waetjen, auch Eduard Wätjen oder Eddie Waetjen (* 19. August 1907 in Bremen; † 28. Mai 1994 in Ascona), war ein deutscher Jurist und Mitarbeiter der Abwehr unter Wilhelm Canaris. Er war Widerstandskämpfer gegen den Nationalsozialismus und Mitglied des Kreisauer Kreises.

## Biografie
Waetjen war das zweite von drei Kindern des Alexander Wilhelm Wätjen (1877–1941), dem europäischen Repräsentanten der Guaranty Trust Company, und Catherine Caroline Wätjen, geborenen Fleitmann, einer deutschstämmigen US-Amerikanerin. Er studierte Rechtswissenschaften und promovierte zum Dr. jur. Er hatte gute Kontakte zum Auswärtigen Amt und verfügte über weitreichende internationale Kontakte.
Im Zweiten Weltkrieg war er Mitarbeiter von Hans Bernd Gisevius im Amt Ausland/Abwehr (Nachrichtendienst) im Oberkommando der Wehrmacht unter Admiral Wilhelm Canaris, insbesondere in der Türkei und der Schweiz. Er vertrat ab dem 15. Februar 1945 das deutsche Generalkonsulat in der Schweiz als Wirtschaftsreferent und hatte vorab bereits offizielle Kontakte zu den westlichen Alliierten.
Waetjen war ein Freund von Helmuth James Graf von Moltke und Adam von Trott zu Solz und gehörte zum Kreisauer Kreis. Er warnte den deutschen Industriellen Eduard Schulte, der an der Produktion der V2 beteiligt war, vor einem Zugriff der Gestapo und verhalf ihm am 2. Dezember 1943 zur Flucht in die Schweiz, der die systematische Tötung von Menschen in den Arbeitslagern international bekannt machen wollte.
Parallel hatte Waetjen während des Zweiten Weltkrieges, wie auch Hans Bernd Gisevius, Georg Alexander Hansen und Gero von Gävernitz, Kontakte zu Allen Dulles, dem aus der Schweiz agierenden OSS-Vertreter. Bereits ab dem Januar 1944 informierten Waetjen und Gisevius die OSS über die Pläne des deutschen Widerstandes.
Obwohl die Gestapo bereits seit 1943 mindestens von seinen Kontakten zum Kreisauer Kreis wusste, blieb er „aufgrund eines seltsamen Zufalls von Himmlers Häschern unberücksichtigt“.
Waetjen war Teilnehmer des 15. Bergedorfer Gesprächskreises Entwicklungshilfe – Mittel des Aufstiegs oder des Verfalls der Körber-Stiftung 1964 in Hamburg-Bergedorf.
Er lebte in Ascona, Schweiz.